# 里夫頓 (紐約州)
里夫頓（英語：Rifton）是位於美國紐約州阿爾斯特縣的普查規定居民點。

## 人口
根據2020年美國人口普查的數據，里夫頓的面積為3.21平方千米，皆為陸地。當地共有人口481人，而人口密度為每平方千米149.84人。